# Lyndon B. Johnsons kabinett

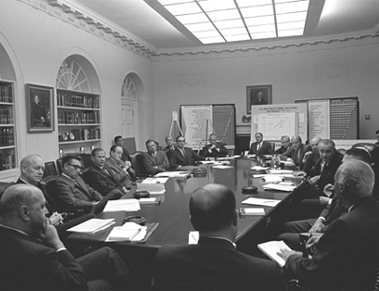
Johnsons kabinett.

Lyndon B. Johnsons kabinett bildades efter mordet på John F. Kennedy den 22 november 1963 och avslutades den 20 januari 1969 då Richard Nixons kabinett tillträdde. Flera av Lyndon B. Johnsons ministrar kom från Kennedyadministrationen, däribland justitieminister Robert F. Kennedy.

## Bilder
|  |